# Eskærsand
Eskærsand (dansk) eller Iskiersand (tysk) er en bebyggelse beliggende nord for landsbyen Ryde i det nordlige Angel i Sydslesvig syd for den nuværende dansk-tyske grænse. Administrativt er bebyggelsen delt mellem kommunerne Lyksborg og Munkbrarup, begge beliggende i Slesvig-Flensborg kreds i den nordtyske delstat Slesvig-Holsten. I kirkelig henseende hører Eskærsand til Munkbrarup Sogn. Sognet lå i Munkbrarup Herred (Flensborg Amt, Sønderjylland), da området tilhørte Danmark.
Eskærsand er første gang nævnt 1655, hvor der nævntes et enkelt hus. Stednavnet mindes om det forsvundne kådnersted Eskær (tysk Iskier). Selve Eskær er første gang dokumenteret 1780. Navnet henføres til trænavnet ask og -kær. Eskær Høj er tilsvarende nævnt 1781. Med under Eskærsand hører Danskelyk. I 1800-tallet blev stedet også omtalt som Eskjærsande og Eskærsande. Eskærsand er omgivet af Ryde og Gejl i syd, Vårbjerg i nordøst, Bogholm i nord og Lyskborg (Bremsbjerg/Brusmark) i vest. 